# Baopu Daoyuan

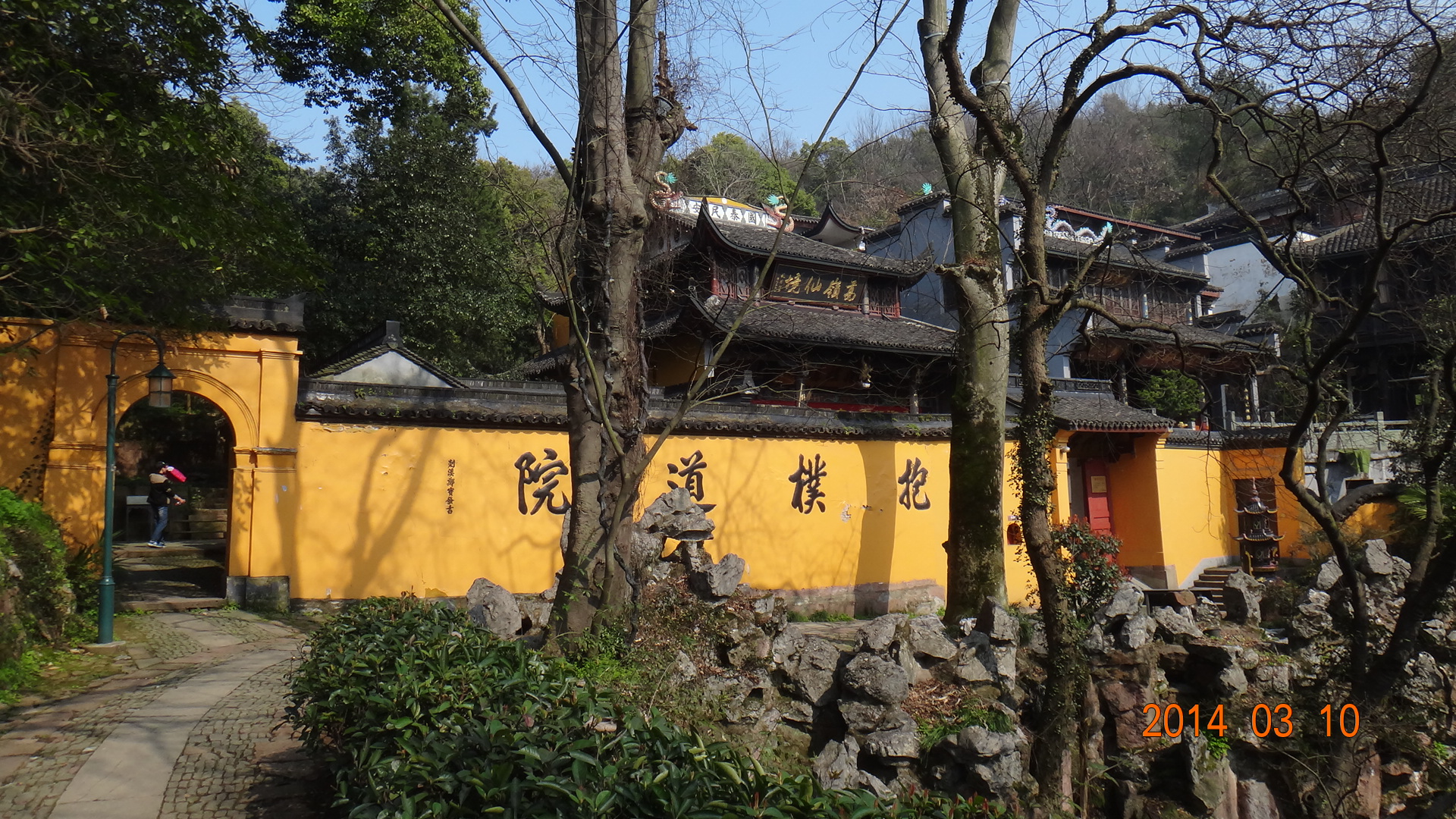
Baopu Daoyuan (2014)

Baopu Daoyuan (chinesisch 抱樸道院 / 抱朴道院, Pinyin Bàopò Dàoyuàn, englisch Daoist Temple of the Gentleman Who Embraces Simplicity – „Baopu-Kloster/Kloster des die Einfachheit umarmenden Meisters“) ist ein daoistisches Kloster am Nordufer des Westsees in der Stadt Hangzhou in der chinesischen Provinz Zhejiang. Es ist nach dem daoistischen Mediziner und Alchemisten Ge Hong benannt, dem "die Einfachheit umarmenden Meister" (Baopu zi), der dort im 4. Jahrhundert praktizierte. Baopuzi ("Der die Einfachheit umarmende Meister") ist auch der Name seines Hauptwerkes, das zu den bedeutendsten frühen Werken in der chinesischen Wissenschaftsgeschichte gehört.
Der Tempel steht auch auf der Liste der 21 wichtigsten daoistischen Tempel des chinesischen Staatsrates.